# Vibrato (gitaaronderdeel)

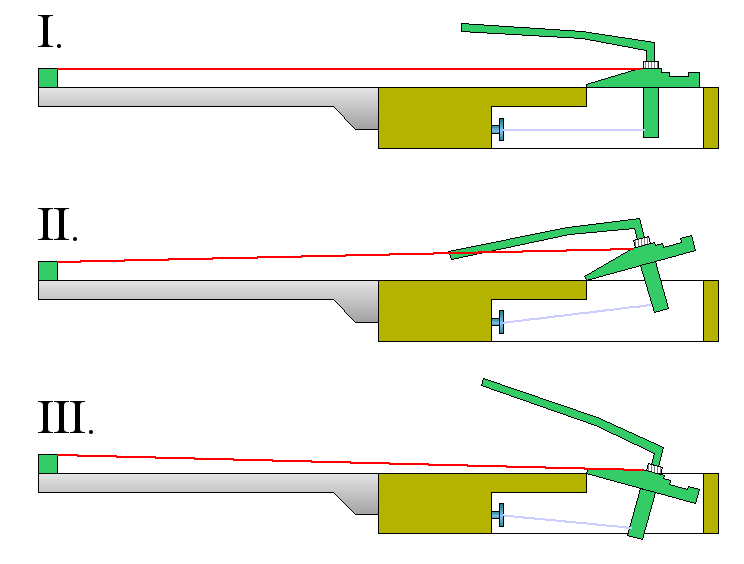
Floyd rose tremolo-systeem: I Basispositie, II Verlaging toon (ontspanning snaar), III Verhoging toon (aanspanning snaar)

Een Vibrato - die verwarrend genoeg door Fender tremolo genoemd wordt, terwijl Fender de tremolo op haar versterkers foutief vibrato noemt - (Italiaans voor "trillend") of whammy bar is een soort hefboom gemonteerd op de brug of op het staartstuk van een elektrische gitaar die ervoor zorgt dat de spanning van de snaren kan variëren. Hierdoor wordt de toonhoogte van de op dat moment aangeslagen snaar (snaren) iets verhoogd of verlaagd en ontstaat een vibrato-effect op alle snaren tegelijk.

## Verschillende soorten
Er bestaan vele verschillende typen vibratobrugsystemen:
- Bigsby
- Stratocaster tremolo
- Floating bridge tremolo (op Fender Jaguar, Jazzmaster en Mustang)
- Floyd Rose
- Wilkinson, zwevende brug variant op de stratocasterbrug die geen "lockingnut" nodig heeft zoals bij een floydrose systeem. De zadels worden bij een Wilkinson-vibrato door boutjes op het sustainblok vastgezet wat de sustain ten goede zou moeten komen.
- Transtrem
- Stetsbar die een Tune-o-matic brug laat meebewegen waardoor nauwelijks-tot-geen snaarfrictie op de brugzadels optreedt wat een stabiele stemming bevordert terwijl de langere sustain van een Tune-o-matic brug behouden blijft in tegenstelling tot een kantelende vibratobrug.

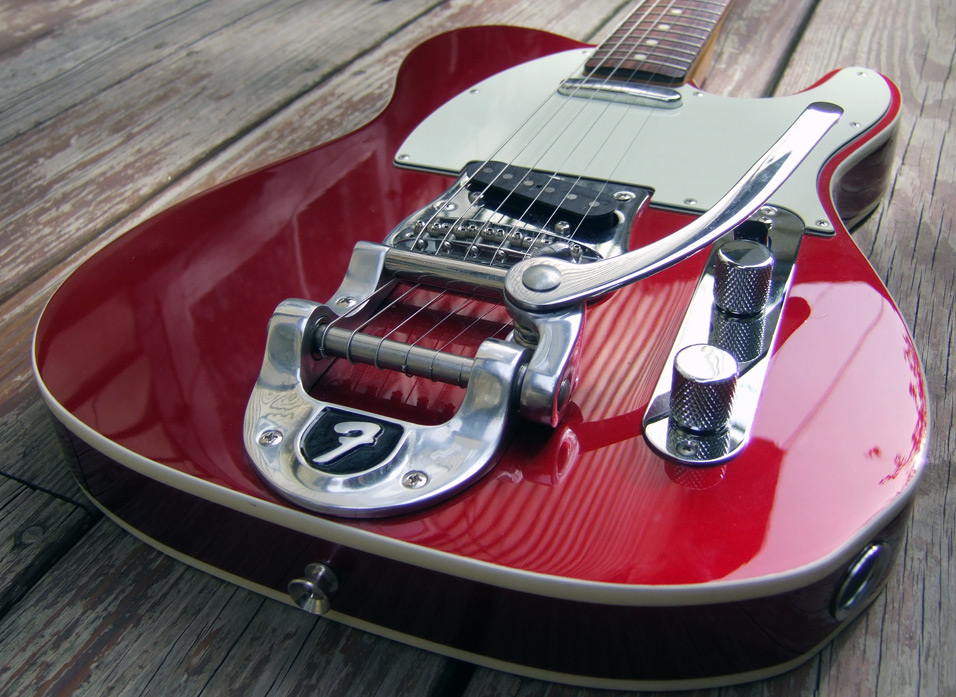
Een bigsby vibratosysteem dat op een Telecaster is gemonteerd.

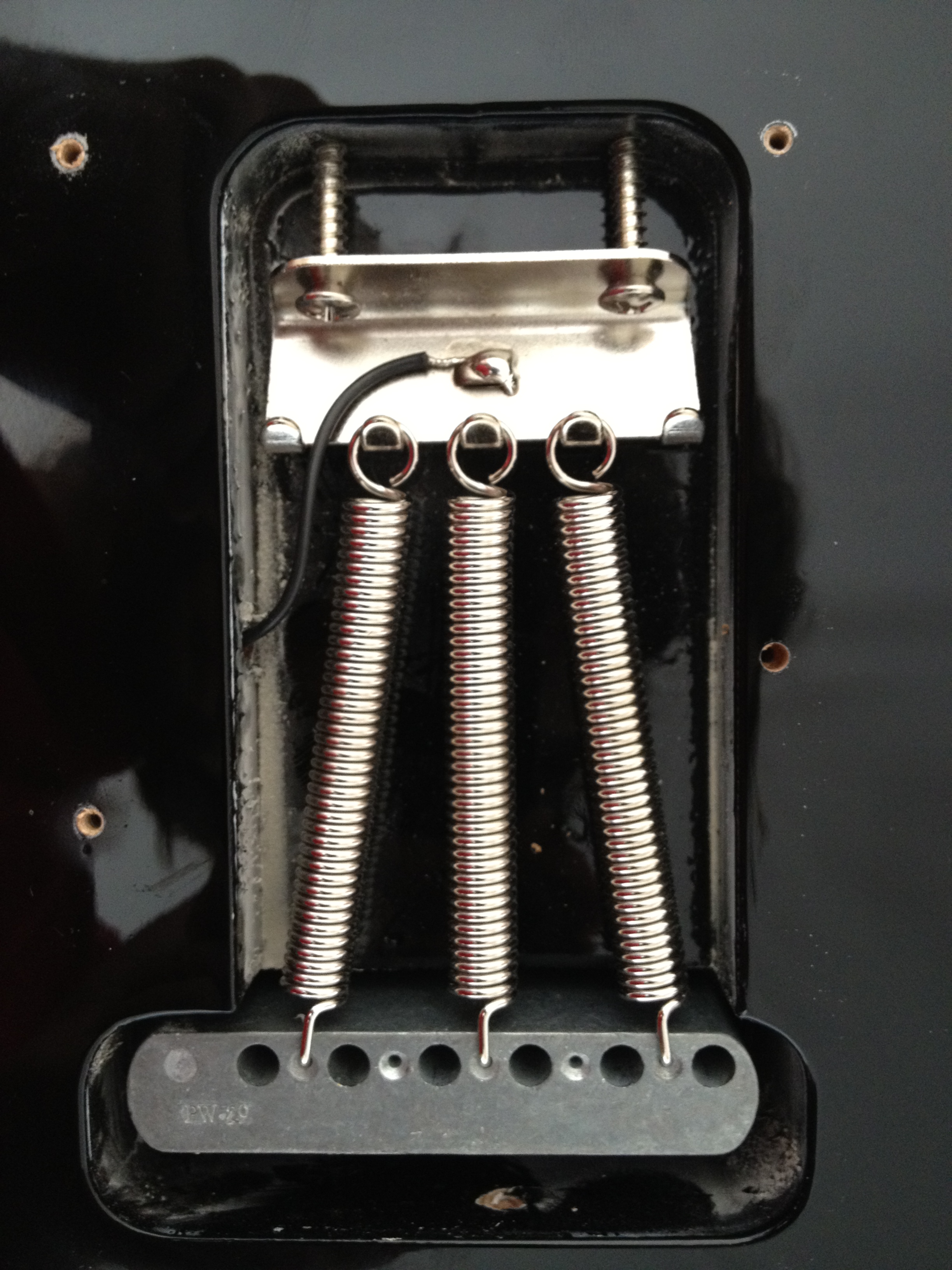
De veren in de achterzijde van een Stratocaster die via het sustainblok de brug terug in de beginpositie trekken. Hetzelfde kantelprincipe wordt bij Floyd Rose en Wilkinson systemen toegepast